# Meridiano 103 oeste
El meridiano 103 oeste de Greenwich es una línea de longitud que se extiende desde el Polo Norte atravesando el Océano Ártico, América del Norte, el Océano Pacífico, el Océano Antártico y la Antártida hasta el Polo Sur.
El meridiano 103 oeste forma un gran círculo con el meridiano 77 este.
Comenzando en el Polo Norte y dirigiéndose hacia el Polo Sur, el meridiano 103 oeste pasa a través de:
| Coordenadas                         | País, territorio o mar | Notas                                                                                    |
| ----------------------------------- | ---------------------- | ---------------------------------------------------------------------------------------- |
| 90°0′N 103°0′O / 90.000, -103.000   | Océano Ártico          |                                                                                          |
| 79°15′N 103°0′O / 79.250, -103.000  | Canadá                 | Nunavut - Isla Ellef Ringnes y Thor Island                                               |
| 78°9′N 103°0′O / 78.150, -103.000   | Maclean Strait         |                                                                                          |
| 77°40′N 103°0′O / 77.667, -103.000  | Sin nombre             |                                                                                          |
| 76°27′N 103°0′O / 76.450, -103.000  | Canadá                 | Nunavut - Isla Cameron, Isla Vanier, Isla Massey y Isla Alexander (Nunavut)              |
| 75°33′N 103°0′O / 75.550, -103.000  | Austin Channel         |                                                                                          |
| 75°25′N 103°0′O / 75.417, -103.000  | Canal de Parry         | Viscount Melville Sound                                                                  |
| 73°10′N 103°0′O / 73.167, -103.000  | Canal M'Clintock       | Pasa justo al oeste de la Isla del Príncipe de Gales, Nunavut, Canadá                    |
| 70°41′N 103°0′O / 70.683, -103.000  | Canadá                 | Nunavut - Isla Victoria                                                                  |
| 68°48′N 103°0′O / 68.800, -103.000  | Golfo de la Reina Maud |                                                                                          |
| 67°54′N 103°0′O / 67.900, -103.000  | Canadá                 | Nunavut Territorios del Noroeste Saskatchewan                                            |
| 49°0′N 103°0′O / 49.000, -103.000   | Estados Unidos         | Dakota del Norte Dakota del Sur Nebraska Colorado Frontera Nuevo México / Oklahoma Texas |
| 29°9′N 103°0′O / 29.150, -103.000   | México                 | Coahuila Durango Zacatecas Jalisco Michoacán Jalisco Michoacán                           |
| 18°10′N 103°0′O / 18.167, -103.000  | Océano Pacífico        |                                                                                          |
| 60°0′S 103°0′O / -60.000, -103.000  | Océano Antártico       |                                                                                          |
| 72°21′S 103°0′O / -72.350, -103.000 | Antártida              | Territorio no reclamado                                                                  |
| 73°15′S 103°0′O / -73.250, -103.000 | Océano Antártico       | Mar de Amundsen                                                                          |
| 74°52′S 103°0′O / -74.867, -103.000 | Antártida              | Territorio no reclamado                                                                  |